# 四风
四风（四风问题），中华人民共和国政治用语，是形式主义、官僚主义、享乐主义和奢靡之风的合称，常在中国大陆官方文件和媒体中使用，用来描述中国大陆官员群体中常见的作风问题。

## 词语来源
“四风”一词是由中国共产党总书记习近平在2013年6月18日在北京市召开的党的群众路线教育实践活动工作会议上提出的。习近平指出，“四风”违背中国共产党的性质和宗旨，是当前群众深恶痛绝、反映最强烈的问题，也是损害党群干群关系的重要根源。

## 治理
中国共产党针对“四风”问题，于2013年6月开始开展党的群众路线教育实践活动，此后中国共产党又多次针对“四风”问题开展了集中治理，例如：
- 从2013年9月开始，中央纪委每逢重大节日节点，都要狠抓“四风”问题，并通报典型案例，开设举报平台。[2]
- 2013年11月开始，多次开展“四风”问题整治“回头看”活动，以防止“四风”问题反弹。[3]
- 2013年12月中央纪委集中整治“会所中的歪风”。[2]